# マーチング・トゥ・マーズ
『マーチング・トゥ・マーズ』（Marching to Mars）は、サミー・ヘイガーが1997年に発表したスタジオ・アルバム。ソロ名義での新作スタジオ・アルバムとしては10年ぶりの作品に当たる。

## 背景
ヘイガーは1996年にヴァン・ヘイレンを脱退し、本作よりソロ活動を再開した。ガンズ・アンド・ローゼズのアルバム多数を手がけてきたマイク・クリンクがプロデューサーに起用され、当時ガンズ・アンド・ローゼズを脱退していたスラッシュもゲスト参加した。また、モントローズ時代の盟友デニー・カーマッシがドラマーに起用され、収録曲「リーヴィング・ザ・ウォームス・オブ・ザ・ウーム」ではモントローズのオリジナル・メンバー全員が再共演を果たした。
「アムネスティ・イズ・グランテッド」は、本作に先行してミートローフのアルバム『ウェルカム・トゥ・ザ・ネイバーフッド〜地獄からの脱出』（1995年）に提供された。

## 反響・評価
アメリカのBillboard 200では18位に達し、自身5作目の全米トップ40アルバムとなった。また、『ビルボード』のメインストリーム・ロック・チャートでは「リトル・ホワイト・ライ」が1位、「マーチング・トゥ・マーズ」が3位、「ボゥス・サイズ・ナウ」が11位を記録した。
Stephen Thomas Erlewineはオールミュージックにおいて5点満点中4点を付け「ハードロックの定石に則った、引き締まっており力強い作品」「弱い瞬間も少しあるとはいえ、彼の最も強力なレコードの一つであり、"Little White Lie"などブルージーな曲も含めて、彼が特に野心的になった作品の一つでもある」と評している。

## 収録曲
特記なき楽曲はサミー・ヘイガー作。
1. リトル・ホワイト・ライ - Little White Lie - 2:54
2. サルヴェイション・オン・サンド・ヒル - Salvation on Sand Hill (Sammy Hagar, Damon Johnson) - 5:00
3. フー・ハズ・ザ・ライト? - Who Has the Right? (S. Hagar, Jesse Harms, Craig Chaquico) - 5:20
4. ウッド・ユー・ドゥ・イット・フォー・フリー? - Would You Do It for Free? (S. Hagar, J. Harms) - 4:30
5. リーヴィング・ザ・ウォームス・オブ・ザ・ウーム - Leaving the Warmth of the Womb - 5:05
6. ケイマ - Kama (S. Hagar, J. Harms) - 5:20
7. オン・ジ・アザー・ハンド - On the Other Hand - 2:42
8. ボゥス・サイズ・ナウ - Both Sides Now (S. Hagar, J. Harms) - 4:27
9. ザ・ヨギーズ・ソー・ハイ（アイム・ストーンド） - The Yogi's So High (I'm Stoned) - 6:02
10. アムネスティ・イズ・グランテッド - Amnesty Is Granted - 4:23
11. マーチング・トゥ・マーズ - Marching to Mars (S. Hagar, Mickey Hart) - 5:12

### 日本盤ボーナス・トラック
1. イーサー - Ether (S. Hagar, J. Harms) - 1:09
2. ウォッシュ・ミー・ダウン・アゲイン - Wash Me Down Again (S. Hagar, J. Harms) - 6:05

## 参加ミュージシャン
- サミー・ヘイガー - リード・ボーカル(all songs)、ギター(all songs)、ベース(on #11)、バックグラウンド・ボーカル(on #3, #4, #6, #8, #10)
- スラッシュ - ギター(on #1)
- ロイ・ロジャース - ドブロ・ギター(on #1)
- デーモン・ジョンソン - ギター(on #2, #7)
- ロニー・モントローズ - ギター(on #5)
- マイケル・ランドウ - ギター(on #6)
- ジェシー・ハームス - キーボード(on #2, #3, #4, #6, #8, #9, #10)、バックグラウンド・ボーカル(on #4, #6, #8, #9)
- ジョン・ピアース - ベース(on #1, #2, #3, #6, #7, #8, #9, #10)
- ブーツィー・コリンズ - ベース(on #4)
- ビル・チャーチ - ベース(on #5)
- デニー・カーマッシ - ドラムス(#6を除く全曲)
- マット・ソーラム - ドラムス(on #6)
- ジョバンニ・イダルゴ - パーカッション(on #1, #7, #8, #11)
- ミッキー・ハート - パーカッション(on #1, #7, #8, #11)、シーケンサー(on #11)
- ルイス・コンテ - パーカッション(on #1, #8)
- ヒューイ・ルイス - ハーモニカ(on #1)
- エリック・マーティン - バックグラウンド・ボーカル(on #3)
- ミッキー・トーマス - バックグラウンド・ボーカル(on #3, #6)
- アーロン・ヘイガー - バックグラウンド・ボーカル(on #6)
- Arnie's Army, Dave Cartategui, Derrek Hawkins, Harley Dinardo, Kari - バックグラウンド・ボーカル(on #11)